# Nice 'n' Easy
Nice 'n' Easy è un album del crooner statunitense Frank Sinatra, pubblicato nel 1960 dalla Capitol Records.

## Il disco
La consuetudine di Sinatra è rispettata a pieno in questo album: prendere vecchie canzoni romantiche e trasformarle nuovamente in successi, con arrangiamenti nuovi e più freschi. Qui il canto sembra più vicino al pianobar, denso e sensuale. L'arrangiamento si basa su alcune innovazioni efficaci, come il sassofono nell'intro di Nevertheless e in That Old Feeling. La canzone base dell'album inizialmente doveva essere The Nearness Of You, ma poi Sinatra optò per Nice 'N' Easy, che fu lanciato come singolo per presentare l'album.
Il disco rimase nove settimane al primo posto della Billboard 200, il quarto posto nella Official Albums Chart, vinse il Disco d'oro e fu nominato ai Grammy del 1961 come Miglior album dell'anno.

## Tracce

### Lato A
1. Nice 'n' Easy – 2:45 - (Bergman, Keith, Spence)
2. That Old Feeling – 3:33 - (Brown, Fain)
3. How Deep Is the Ocean? – 3:15 - (Berlin)
4. I've Got a Crush on You – 2:16 - (Gershwin, Gershwin)
5. You Go to My Head – 4:28 - (Coots, Gillespie)
6. Fools Rush In (Where Angels Fear to Tread) – 3:22 - (Bloom, Mercer)

### Lato B
1. Nevertheless (I'm in Love with You) – 3:18 - (Kalmar, Ruby)
2. She's Funny That Way – 3:55 - (Moret, Whiting)
3. Try a Little Tenderness – 3:22 - (Campbell, Connelly, Woods)
4. Embraceable You – 3:24 - (Gershwin, Gershwin)
5. Mam'selle – 2:48 - (Gordon, Goulding)
6. Dream – 2:57 - (Mercer)

### Canzoni aggiunte successivamente
1. The Nearness of You – 2:43 - (Carmichael, Washington)
2. Someone to Watch Over Me – 2:57 - (Gershwin, Gershwin)
3. Day In, Day Out – 3:07 - (Bloom, Mercer)
4. My One and Only Love – 3:12 - (Mellin, Wood)

## Musicisti
- Frank Sinatra - voce;
- Nelson Riddle - arrangiamenti.